# Chính quyền đơn nhất
Chính quyền đơn nhất là một loại chính quyền địa phương mà có một cấp duy nhất và chịu trách nhiệm cho tất cả các chức năng chính quyền địa phương trong khu vực của mình hoặc thực hiện các chức năng bổ sung mà các nơi khác trong nước thường được thực hiện bởi chính phủ quốc gia hoặc một cấp cao hơn của chính quyền địa phương.
Thông thường các chính quyền đơn nhất bao gồm các thị trấn, thành phố đủ lớn để hoạt động độc lập với hạt hoặc các đơn vị hành chính khác trong vùng. Đôi khi chúng bao gồm các đơn vị hành chính một quốc gia được phân biệt với những đơn vị khác trong cùng một nước vì không có cấp độ hành chính thấp hơn.

## Trung Âu
Tại Đức, kreisfreie Stadt (Thành phố độc lập cấp huyện (Đức)) là thuật ngữ tương đương với một thành phố có thẩm quyền của cả một Gemeinde (xã (Đức)) và cấp hành chính Kreis (huyện của Đức). Giám đốc điều hành được bầu trực tiếp vào một kreisfreie Stadt được gọi là Oberbürgermeister (Thị trưởng). Các hạt của Anh không có đối tác trực tiếp tương ứng như ở Đức. Hệ thống này của Đức tương ứng với các thành phố được gọi là Statutarstadt ở Áo và Cộng hòa Séc.

## Vương quốc Anh
Tại Vương quốc Anh, "chính quyền đơn nhất" là các cơ quan chính quyền địa phương của Anh được thành lập theo Đạo luật Chính quyền địa phương năm 1992 để tạo thành một cấp chính quyền địa phương ở các khu vực cụ thể và được chịu trách nhiệm về hầu hết các chức năng của chính quyền địa phương trong các lĩnh vực như vậy. Trong khi bên ngoài có vẻ tương tự, các chính quyền một cấp được hình thành theo luật cũ hơn không phải là chính quyền đơn nhất, ví dụ như Hội đồng Isle of Wight hoặc bất kỳ chính quyền một cấp nào khác được thành lập theo Đạo luật của chính quyền địa phương năm 1972 hoặc các đạo luật cũ hơn.
Điều này khác với hệ thống hai cấp của chính quyền địa phương mà vẫn tồn tại ở hầu hết các nơi trong nước Anh, nơi các chức năng của chính quyền địa phương được phân chia giữa các hội đồng hạt (tầng trên) và quận / huyện hoặc các hội đồng quận. Cho đến năm 1996 các hệ thống hai tầng đã tồn tại ở Scotland và Wales, nhưng hiện nay được thay thế bởi các hệ thống dựa trên chính quyền địa phương một cấp với một số chức năng được chia sẻ giữa các nhóm các chính quyền lân cận. Một hệ thống một cấp đã tồn tại ở Bắc Ireland kể từ năm 1973.